# Équipe d'Algérie masculine de basket-ball
Cet article traite de l'équipe masculine. Pour l'équipe féminine, voir Équipe d'Algérie féminine de basket-ball.
Maillots
L'équipe d'Algérie masculine de basket-ball est l'équipe nationale qui représente l'Algérie dans les compétitions internationales masculine de basket-ball. Elle est placée sous l'égide de la Fédération algérienne de basket-ball (FABB). L'équipe est affiliée à la FIBA depuis 1963. Elle est surnomée "Les Fennecs".
L'équipe a terminé dans le dernier carré à chaque fois qu'elle a accueilli un grand tournoi international de basket-ball, notamment le Championnat d'Afrique de basket-ball et les Jeux africains. En ce qui concerne les compétitions internationales, l'Algérie a participé une fois au championnat du monde de basketball en 2002, qui s'est déroulé aux États-Unis.

## Histoire
Le 31 octobre 1962, après l'indépendance du pays, l'équipe joue son premier match international au stade Cerdan à Alger. Ce match amical opposait l'Algérie au Maroc, et l'Algérie a réussi à s'imposer sur un score de 71 à 67. La composition initiale de l'équipe comprenait les joueurs suivants : Belkhder Kaddour, Abderrahmane, Abdelkader Soudani, Benmessaoud, Doukali, Houbi, Cherabi, Vallés, Brahimi, Abdelhadi, Benmessaoud, Hestin.

## Résultats

### Palmarès
| Compétitions mondiales                                   | Compétitions continentales                           | Autres compétitions |
| -------------------------------------------------------- | ---------------------------------------------------- | --- |
| - Jeux olympiques - Néant - Championnat du monde - Néant | - AfroBasket - Finaliste en 2001 - Troisième en 1965 | - Coupe arabe des nations (2) - Vainqueur en 2005. 2025 - Finaliste en 1981, 1994, 2000, 2015 et 2018 - Jeux panarabes - Finaliste en 2004 - Championnat maghrébin des nations (1) - Vainqueur en 1973 |

### Parcours en compétitions internationales
| Jeux olympiques     | Coupe du monde      | Championnat d'Afrique | Championnat d'Afrique |
| ------------------- | ------------------- | --------------------- | --------------------- |
| 1936 : Néant        |                     |                       |                       |
| 1948 : Néant        | 1950 : Néant        |                       |                       |
| 1952 : Néant        | 1954 : Néant        |                       |                       |
| 1956 : Néant        | 1959 : Néant        |                       |                       |
| 1960 : Néant        | 1963 : Néant        | 1962 : Néant          | 1964 : Non qualifié   |
| 1964 : Néant        | 1967 : Néant        | 1965 :                | 1968 : 7e             |
| 1968 : Non qualifié | 1970 : Non qualifié | 1970 : Non qualifié   | 1972 : Non qualifié   |
| 1972 : Non qualifié | 1974 : Non qualifié | 1974 : Non qualifié   | 1975 : Non qualifié   |
| 1976 : Non qualifié | 1978 : Non qualifié | 1978 : Non qualifié   | 1980 : 4e             |
| 1980 : Non qualifié | 1982 : Non qualifié | 1981 : 5e             | 1983 : 6e             |
| 1984 : Non qualifié | 1986 : Non qualifié | 1985 : Non qualifié   | 1987 : 9e             |
| 1988 : Non qualifié | 1990 : Non qualifié | 1989 : 6e             | 1992 : 9e             |
| 1992 : Non qualifié | 1994 : Non qualifié | 1993 : 5e             | 1995 : 4e             |
| 1996 : Non qualifié | 1998 : Non qualifié | 1997 : Non qualifié   | 1999 : 6e             |
| 2000 : Non qualifié | 2002 : 15e          | 2001 :                | 2003 : 7e             |
| 2004 : Non qualifié | 2006 : Non qualifié | 2005 : 4e             | 2007 : Non qualifié   |
| 2008 : Non qualifié | 2010 : Non qualifié | 2009 : Non qualifié   | 2011 : Non qualifié   |
| 2012 : Non qualifié | 2014 : Non qualifié | 2013 : 12e            | 2015 : 6e             |
| 2016 : Non qualifié | 2019 : Non qualifié | / 2017 : Non qualifié | 2021 : Non qualifié   |

## Joueurs ayant été sélectionnés  de 2010-2020
| Hocine Gaham         | Khaled Wahab     | Bourkaib Merouane | Abdesslem Dekkiche     |
| Touhami Ghezzoul     | Abdellah Hamdini | Mohamed Harat     | Abderahim Haylouf      |
| Ammour Kamel         | Hichem Heddouche | Faidia Raouf      | Mehdi Cheriet          |
| Samir Mekdad         | Yanis Mostefai   | Gueddoudj Nabil   | Merahi Ramzi           |
| Berremila Mehdi      | Sedik Touati     | Hichem Benayad    | Belmiloud Younes       |
| Guermat Mohamed Zaki | Fedala Anis      | Brahim Maziz      | Mohamed-Amine Zerouali |

## Entraîneurs
Voici la liste des entraîneurs successifs de l'équipe d'Algérie de basketball depuis sa création :
- 1963-1964: Abdelhadi
- 1965-1969: Appel
- 1970-1972: Tomitchvari Otto
- 1972-1973: Chaour
- 1973-1974: Ma Kiai
- 1974-1976: Giorghu Rocho
- 1976-1977: Cheng - Benchemam - Benmesbah
- 1977-1980: Serguei Bachkine
- 1980-1982: Dalinenko
- 1982-1986: Groudine
- 1987-1989: Benmesbah
- 2000-2002: Faid Bilal[2]
- 2003: Dragutin Čermak
- 2007-2009: Ahmed Loubachria
- 2009-2010: Ali Filali
- 2010: Ahmed Loubachria
- 2010-2013: Sean Wahlen
- 2013-2014: Faid Bilal
- 2014-2015: Ali Filali
- 2016-2017: Ahmed Loubachria
- 2018-2019: Mohamed Yahya
- 2019-2021: Faid Bilal
- 2022-2024 : Ahmed Bendjabou[3]
- 2025-: Ali Bouziane [4]

## Effectifs du championnat du monde 2002
| #  | Joueur                    | Taille | Âge | Ville de naissance |
| -- | ------------------------- | ------ | --- | ------------------ |
| 4  | Boulaya, Sofiane          | 1,80   | 29  | Alger              |
| 5  | Mehenaoui, Samir          | 1,98   | 38  | Hussein-Dey        |
| 6  | Belhimeur, Farid          | 1,82   | 18  | Orléans            |
| 7  | Mebarki, Nabil            | 1,94   | 23  | Venissieux         |
| 8  | Boudissa, Nabil El Bekeye | 2,02   | 21  | Annecy             |
| 9  | Miloud Doubal             | 1,87   | 21  | Antibes            |
| 10 | Haif, Nasser Ramdane      | 2,04   | 25  | Colombes           |
| 11 | Ouali, Nadjim             | 2,04   | 31  | Bejaia             |
| 12 | Mourad Boughedir          | 1,98   | 26  | Mulhouse           |
| 13 | Benramdane, Amine         | 1,90   | 29  | Alger              |
| 14 | Sayah, Abdelhalim         | 2,02   | 27  | Alger              |
| 15 | Oukid, Tarik              | 2,05   | 23  | Annaba             |
| 16 | Abdelwahab, Bakki         | 1.80   | 25  | Reghaia            |